# Sambau
Sambau is een bestuurslaag in het regentschap Batam van de provincie Riau-archipel, Indonesië. Sambau telt 7782 inwoners (volkstelling 2010).